# Canal Briegden-Neerharen
Le  canal Briegden-Neerharen relie Briegden à Neerharen. La construction débuta en 1930 et dura 4 ans. Le but était de relier le Canal Albert avec le canal Zuid-Willemsvaart tout en évitant de passer par les Pays-Bas au niveau de Maastricht.

## Écluses
- Lanaken : 1 écluse (55 m x 7,50 m) – hauteur de 8,40 m
- Neerharen : 1 écluse (van 55 m x 7,50 m) – Hauteur de 8,79 m

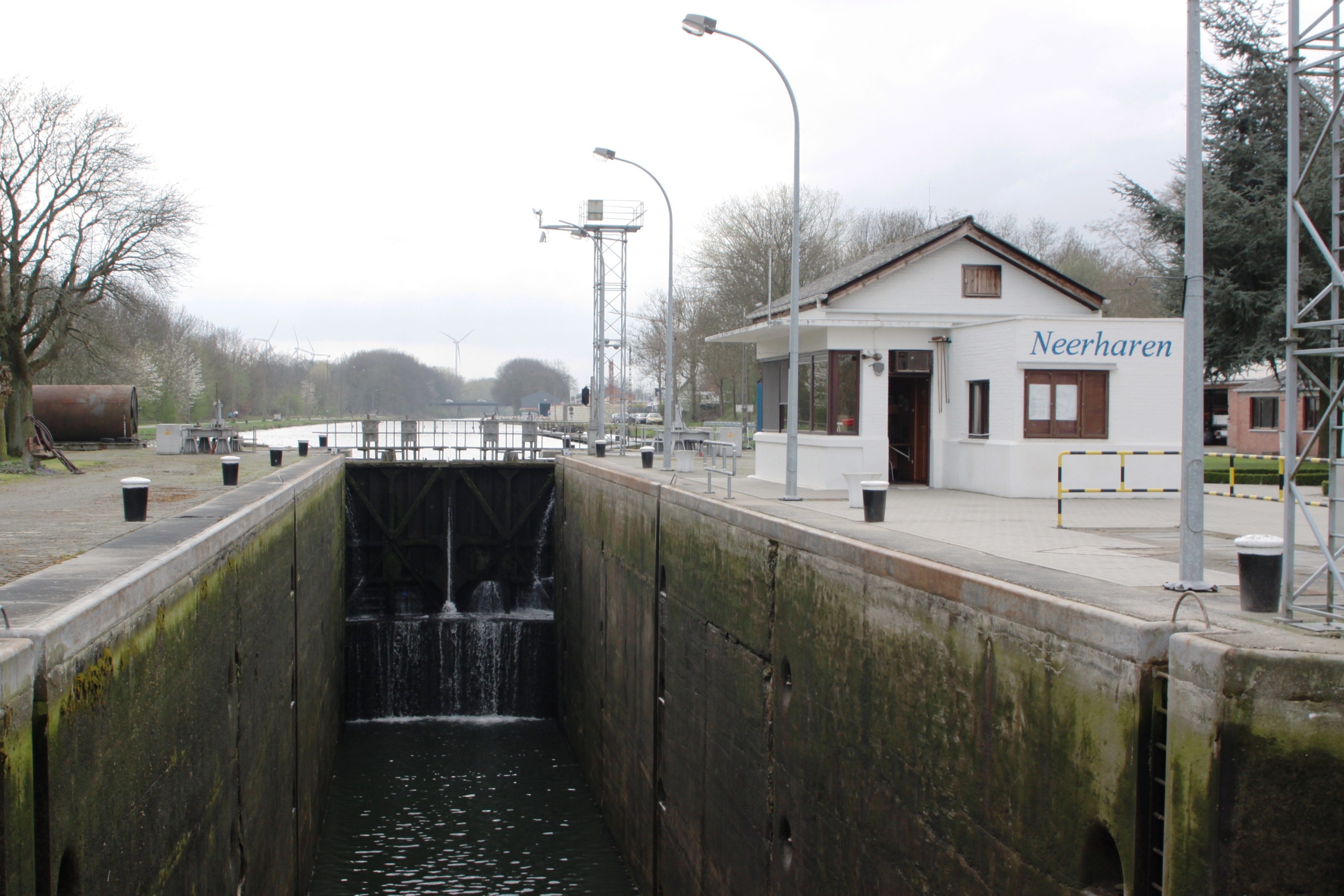
L'écluse de Neerharen
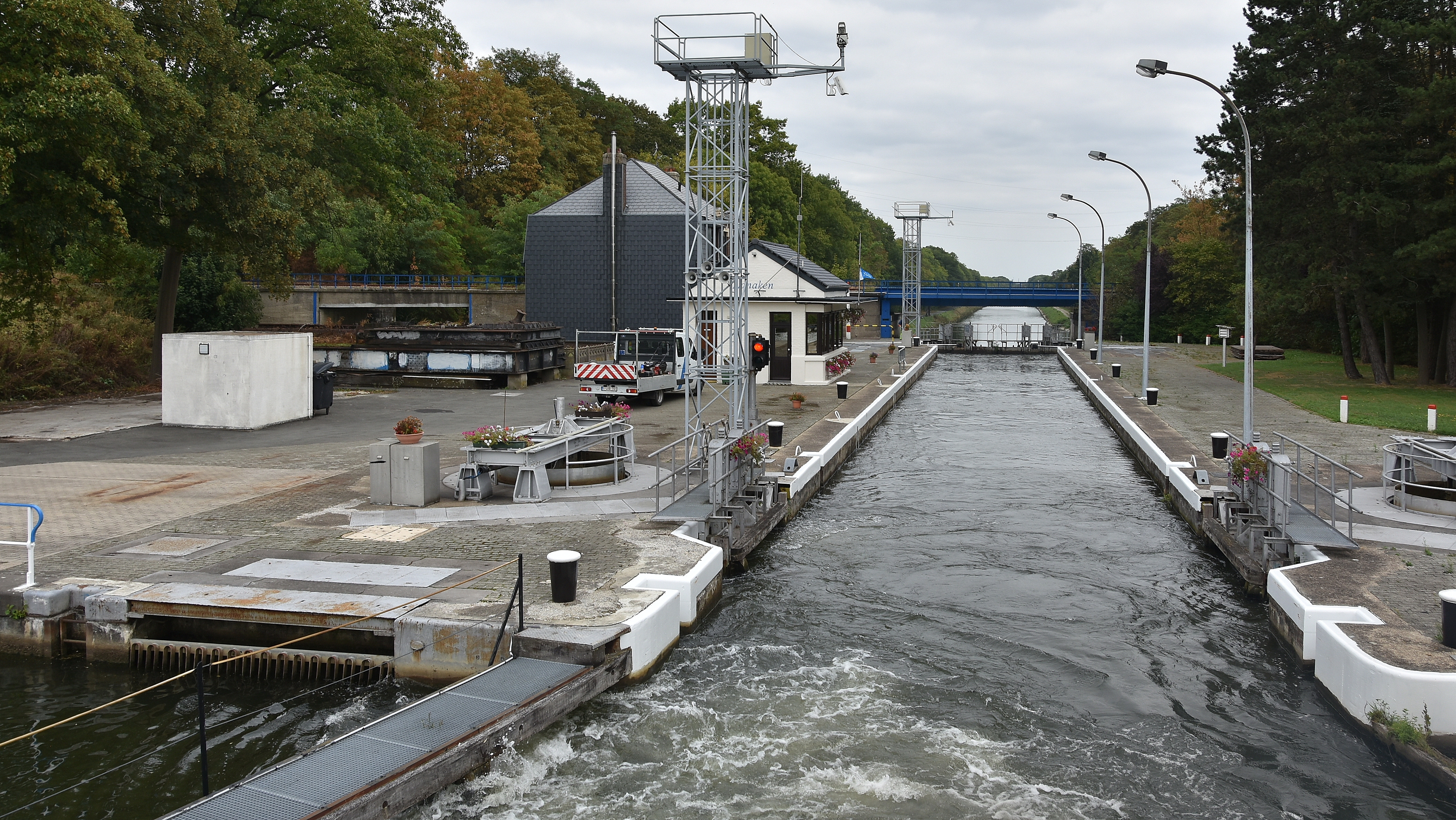
L'écluse de Lanaken